# 茨城県の城
茨城県の城（いばらきけんのしろ）は茨城県内にかつてあった城館をとりまとめたものである。

## 市

### 水戸市
- 見川城
- 水戸城
- 吉田城

### 土浦市
- 土浦城
- 甲山城

### 古河市
- 古河公方館（鴻巣御所）
- 古河城
- 円満寺（小堤城館）
- 水海城

### 結城市
- 結城城

### 下妻市
- 下妻城
- 大宝城

### 常総市
- 豊田城

### 常陸太田市
- 太田城

### 常陸大宮市
- 山方城

### 笠間市
- 笠間城

### 牛久市
- 牛久城
- 東林寺城

### 龍ケ崎市
- 馴馬城
- 龍ケ崎城

### つくば市
- 小田城
- 多気城

### 筑西市
- 伊佐城
- 下館城
- 久下田城
- 海老ヶ島城
- 関城

### 桜川市
- 真壁城

### つくばみらい市
- 筒戸城
- 足高城
- 大生郷城

### 守谷市
- 守谷城
- 今城

### 取手市
- 高井城

### 坂東市
- 逆井城

## 郡

### 久慈郡大子町
- 大子城

### 稲敷郡

#### 美浦村
- 木原城

#### 阿見町
- 上条城
- 塙城

### 猿島郡五霞町
- 栗橋城